# Rebelión de Huanta
La Rebelión de Huanta (también conocida como la Gesta por la Gratuidad de la Educación) es cómo se conoce a los incidentes ocurridos entre el 20 y el 22 de junio de 1969 en la ciudad de Huanta, Perú. El día 22, cientos de estudiantes de las ciudades de Huanta y Ayacucho (distantes 25 kilómetros), que mantenían una huelga indefinida en protesta a la decisión del Gobierno Revolucionario de la Fuerza Armada del general Juan Velasco Alvarado de aprobar un decreto supremo que multaba a los alumnos de educación pública que desaprobaban cursos y que los protestantes entendían que restringía la gratuidad de la enseñanza, fueron reprimidos violentamente por los sinchis, unidad antisubversiva de la Guardia Civil del Perú. Los enfrentamientos dejaron, según la versión oficial, 20 fallecidos aunque las versiones no oficiales señalan más de 100 víctimas entre fallecidos y desaparecidos.

## Antecedentes
En efecto, ese año, el gobierno militar publicó el Decreto Supremo 006-1969/EP que, según el gobierno, buscaba incentivar el esfuerzo entre los alumnos de los colegios nacionales al establecer que todo estudiante que desaprobaba un curso durante el año escolar debía pagar una suma de 100 soles de oro para continuar con sus estudios. Dicho monto equivalía en esa época a diez galones de gasolina y a doscientos pasajes escolares en el transporte público.
En junio de 1969, en el Colegio Nacional González Vigil de la ciudad de Huanta, se retiraron a nueve alumnos de la formación escolar exigiéndoles que, para poder continuar sus estudios debían pagar la multa. Ello generó que varios colectivos que planeaban ya protestas contra dicho decreto iniciaran sus reclamos. El 4 de junio de ese año, en Huanta, se declaró una huelga indefinida por parte de los alumnos del colegio González Vigil y recibieron el apoyo de otros sectores de la sociedad huantina como campesinos, comerciantes, artesanos y profesores llegando a sumar 10 mil personas. Similares movilizaciones se produjeron en otras ciudades del sur andino peruano como Puno, Andahuaylas y Arequipa. 
El conflicto tenía carácter nacional. El 13 de junio de 1969, la Guardia Civil ingresó -luego de algunos días de protesta- al local de Letras de la Pontificia Universidad Católica del Perú con un carro antidisturbios, disparando gases lacrimógenos, líquidos abrasivos y utilizando varas eléctricas. Se detuvo a estudiantes y profesores incluyendo al rector Felipe Mac Gregor y al reputado lingüista Luis Jaime Cisneros.

## Represión policial
Ante las manifestaciones, se produjo la represión por parte de las fuerzas policiales. Entre el 1 el 20 de junio se produjeron choques entre estudiantes de la Universidad Nacional San Cristóbal de Huamanga, en la ciudad de Ayacucho. Entre ellos se hirió de bala al estudiante huamanguino Mariano Maccerhua. El 20 de junio, como respuesta, se produjeron protestas en el centro de Huanta. Los incidentes ocurrieron los días 20, 21 y 22 de junio y en dichos enfrentamientos se produjeron varias muertes. El registro oficial señala 20 fallecidos sin embargo algunos testimonios indican que pudieron ser hasta 100 las víctimas de la represión. Como resultado, el gobierno militar dio marcha atrás y abrogó la norma cuestionada.
El 20 de junio, los estudiantes respondieron con protestas en el centro de Huanta; sin embargo, fueron cercados en el Mercado Central y asfixiados con bombas lacrimógenas. Se trató de un acto de escarmiento y violencia, ya que los estudiantes protestaban en forma de pasacalle, acompañados de padres de familia y campesinos. Ese día fue el punto de quiebre y los choques se extendieron hasta la madrugada. Al día siguiente, el 21 de junio, se desplegaron agentes de la Policía de Investigaciones del Perú en Huanta y Ayacucho, deteniendo a decenas de personas acusadas de agitadores. Uno de esos detenidos fue Abimael Guzmán Reynoso, profesor de filosofía y dirigente de Bandera Roja. Un informe desde Ayacucho señala la cifra de 37 detenidos que fueron conducidos a Lima, al Penal El Sexto, donde fueron agredidos y maltratados.
El 22 de junio, Huanta amaneció rodeada de los Sinchis, una unidad contrasubversiva de la Guardia Civil del Perú, formada específicamente para combatir a las guerrillas de 1965. Su actuación fue implacable ante una movilización social que se tornaba cada vez más violenta. Para el mediodía, la situación se había desbordado, reventaban bombas molotov en las calles, los manifestantes habían tomado una comisaría y buscaban atrincherarse en la plaza de armas. Aproximadamente, 200 sinchis entraron a la plaza y empezaron a disparar. La diferencia en poder de fuego era notable. Los manifestantes se desbandaron pero hubo una intensa persecución por las calles de la ciudad. A las seis de la tarde ya todo estaba consumado, la ciudad estaba bajo ley marcial y los manifestantes que no habían sido alcanzados por las balas o capturados llamaban a la resistencia en vano. La ciudad fue militarizada, al igual que la vecina Ayacucho, y sobrevolaron aviones de guerra los siguientes días. 
En esos días circularon denuncias de desaparecidos, lanzados al río o colocados en camiones de basura, a fin de evitar responsabilidades para los sinchis. El gobierno reaccionó acusando que la movilización era un boicot contra la Ley de Reforma Agraria que se iba a dar el 24 de junio y señaló que los campesinos que protestaban en Huanta habían sido «utilizados» por la derecha y unos cuantos extremistas. Un periodista ayacuchano, corresponsal de la revista Oiga, decía que la revuelta había sido orquestaba por unos cuantos «aventureros chinos», la derecha y la CIA. Mientras que otro corresponsal limeño llamaba a lo ocurrido «agitación pigmea», la cual buscaba detener la obra de la revolución y la Reforma Agraria.
Entre las consecuencias de este conflicto, el 25 de junio de 1969, tres días después de la masacre, el gobierno militar emitió el Decreto Ley N.º 17717 que restableció la gratuidad de la enseñanza y abrogó el Decreto Supremo 006-1969/EP.

## En la cultura popular
El compositor Ricardo Dolorier Urbano compuso el huayno Flor de Retama, una de las canciones más representantivas del departamento de Ayacucho, basándose en este episodio.